# Le Rhône 9J

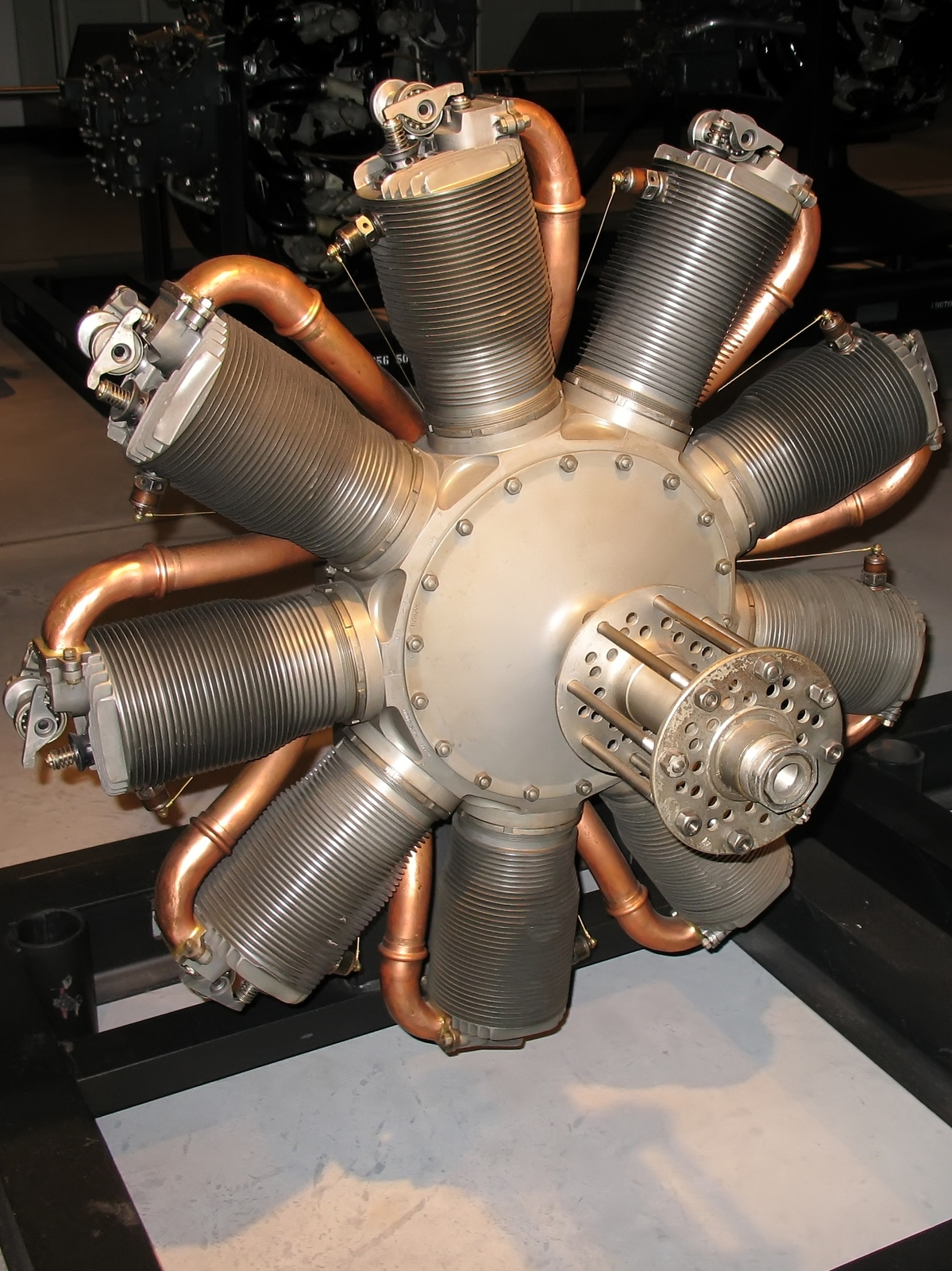
Le Rhône 9J jako muzejní exponát

Le Rhône 9J byl letecký motor – rotační vzduchem chlazený devítiválec o výkonu 110 k (80,9 kW). Poháněl mj. letouny Nieuport 17, Nieuport 27, Hanriot HD.1, Avro 504, Sopwith Camel, s motory Oberursel Ur.II Fokker Dr.I, Fokker D.VIII, atd. (V Německu firma Oberursel Motoren vyráběla kopie motorů Le Rhône 9J pod označením Oberursel Ur.II. Do Německa také byly dodávány motory vyráběné švédskou firmou Thulin.)
Později byly zavedeny do výroby verze Le Rhône 9Ja, 9Jb a 9Jby, které dosahovaly díky zvýšení maximálních otáček vyššího výkonu.

## Le Rhône 9Ja
- Vzduchem chlazený čtyřdobý rotační hvězdicový devítiválec, s ventilovým rozvodem OHV
- Vrtání válce: 112 mm
- Zdvih pístu: 170 mm
- Zdvihový objem motoru: 15,074 litru
- Kompresní poměr: 5
- Hmotnost suchého motoru: 147 kg
- Výkon: 110 k (80,9 kW) při 1200 ot/min.
  - krátkodobý maximální výkon: 135 k (99,3 kW) při 1350 ot/min.

## Le Rhône 9Jby
- Vzduchem chlazený čtyřdobý rotační hvězdicový devítiválec, s ventilovým rozvodem OHV
- Vrtání válce: 112 mm
- Zdvih pístu: 170 mm
- Zdvihový objem motoru: 15,074 litru
- Kompresní poměr: 5
- Hmotnost suchého motoru: 156 kg
- Výkon: 130 k (95,6 kW) při 1280 ot/min.
  - krátkodobý maximální výkon: 150 k (110,3 kW)